# Kelly-Ann Baptiste

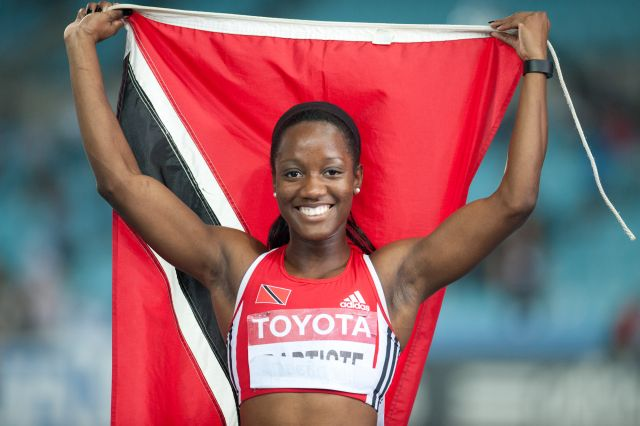
Kelly-Ann Baptiste tijdens de WK 2011, Daegu.

Kelly-Ann Baptiste (Scarborough, 14 oktober 1986) is een sprintster uit Trinidad en Tobago. Ze nam deel aan verschillende internationale wedstrijden, waaronder viermaal de Olympische Spelen.

## Biografie

### Olympisch debuut
Haar olympisch debuut maakte Baptiste in 2004 op de Olympische Spelen van Athene. Op de 4 × 100 m estafette werd ze met haar landgenotes Fana Ashby, Wanda Hutson en Ayanna Hutchinson uitgeschakeld in de kwalificatieronde. In datzelfde jaar liep ze 23,46 s op de 200 m bij de wereldjeugdkampioenschappen en behaalde hiermee een vierde plaats.
In 2005 nam Kelly-Ann Baptiste op negentienjarige leeftijd deel aan de wereldkampioenschappen in Helsinki. Op de 100 m kwam ze met 11,39 door de series heen. In de kwartfinale werd ze uitgeschakeld met een tijd van 11,42 en een zesde plaats. Met haar teamgenotes Wanda Hutson, Ayanna Hutchinson en Semoy Hackett nam ze deel aan de 4 × 100 meter estafette. Door een wisselfout sneuvelden ze in de kwalificatieronde.

### Tweede olympische optreden
Op de Olympische Spelen van 2008 in Peking nam Baptiste deel aan de 100 m en de 4 × 100 m estafette. Op het individuele nummer sneuvelde ze in de kwartfinale met een tijd van 11,42. Met Wanda Hutson, Ayanna Hutchinson en Semoy Hackett vertegenwoordigde ze haar geboorteland op de 4 × 100 m estafette. Hierbij moest ze voor de finish opgeven. In mei 2009 verbeterde ze het nationale record op de 200 m tot 22,60.

### Olympische Spelen in Londen
In 2012 kwam ze bij de Olympische Spelen van Londen uit als estafetteloopster op de 4 × 100 m estafette. Met haar teamgenotes Michelle-Lee Ahye, Kai Selvon en Semoy Hackett plaatste ze zich voor de finale met een verbetering van het nationale record tot 42,31. Daar eindigde het team in dezelfde formatie op een laatste plaats door niet te finishen.

## Titels
- Centraal Amerikaans en Caribisch kampioen 4 × 100 m - 2008
- Trinidadiaans kampioene 100 m - 2005
- Trinidadiaans kampioene 200 m - 2005
- NCAA-kampioene 100 m - 2008
- NCAA-indoorkampioene 60 m - 2008

## Persoonlijke records
Outdoor
| Onderdeel | Prestatie               | Datum        | Plaats        |
| --------- | ----------------------- | ------------ | ------------- |
| 100 m     | 10,83 s (+1,6 m/s) (NR) | 22 juni 2013 | Port-of-Spain |
| 200 m     | 22,36 s (+0,3 m/s) (NR) | 23 juni 2013 | Port-of-Spain |

Indoor
| Onderdeel | Prestatie   | Datum            | Plaats       |
| --------- | ----------- | ---------------- | ------------ |
| 55 m      | 6,73 s (NR) | 26 februari 2006 | Gainesville  |
| 60 m      | 7,13 s (NR) | 2 maart 2008     | Fayetteville |
| 200 m     | 22,90 s     | 9 maart 2007     | Fayetteville |

## Palmares

### 60 m
- 2016: 4e in ½ fin. WK indoor - 7,16 s

### 100 m
Kampioenschappen
- 2003:  WK jeugd - 11,58 s
- 2009: 8e Wereldatletiekfinale - 11,27 s
- 2011:  WK - 10,98 s
- 2012: 6e OS - 10,94 s
- 2015: 6e WK - 11,01 s
- 2016: 4e in serie OS - 11,42 s
- 2017: 8e WK - 11,09 s (+0,1 m/s)

Golden League-podiumplekken
- 2009:  Bislett Games – 11,14 s

Diamond League-podiumplekken
- 2010:  British Grand Prix – 11,00 s
- 2010:  Herculis – 11,03 s
- 2011:  Meeting Areva – 10,91 s
- 2011:  Aviva London Grand Prix – 10,97 s
- 2011:  Memorial Van Damme – 10,90 s
- 2012:  Athletissima – 10,93 s
- 2013:  London Grand Prix – 10,93 s

### 200 m
- 2004: 4e WK junioren - 23,46 s

### 4 × 100 m
- 2004: DNF in serie OS
- 2008: DNF in serie OS
- 2008:  Centraal Amerikaanse en Caribische kamp. - 43,43 s (NR)
- 2009: 7e WK - 43,43 s
- 2011: 4e WK - 42,58 s
- 2012: DNF OS
- 2015:  WK - 42,03 s (NR)
- 2016: 5e OS - 42,12 s
- 2017: 6e WK - 42,62 s